# Mistrovství Evropy v zápasu řecko-římském 2019
Mistrovství Evropy v zápasu řecko-římském za rok 2019 proběhlo v hale Polivalentă v Bukurešti, Rumunsko ve dnech 12.-14. dubna 2019.

## Česká stopa
- -77 kg - Oldřich Varga
- -82 kg - Petr Novák
- -87 kg - Ondřej Dadák
- -97 kg - Artur Omarov
- -130 kg - Štěpán David

## Program

### Vyřazovací boje
- PA – 12.04.2019 – muži (−55 kg, −63 kg, −77 kg, −87 kg, −130 kg)
- SO – 13.04.2019 – muži (−60 kg, −67 kg, −72 kg, −82 kg, −97 kg)

### Souboje o medaile
- SO – 13.04.2019 – muži (−55 kg, −63 kg, −77 kg, −87 kg, −130 kg)
- NE – 14.04.2019 – muži (−60 kg, −67 kg, −72 kg, −82 kg, −97 kg)

## Výsledky

### Muži
| Kategorie | Zlato                   | Stříbro                | Bronz                      | Bronz                   |
| --------- | ----------------------- | ---------------------- | -------------------------- | ----------------------- |
| −55 kg    | Vitalij Kabalojev (RUS) | Florin Tita (ROU)      | Eldaniz Azizli (AZE)       | Fabian Schmitt (GER)    |
| −60 kg    | Victor Ciobanu (MDA)    | Sergej Jemelin (RUS)   | Kerem Kamal (TUR)          | Lenur Temirov (UKR)     |
| −63 kg    | Stěpan Marjanjan (RUS)  | Stig-André Berge (NOR) | Taleh Mammadov (AZE)       | Levan Kavdžaradze (GEO) |
| −67 kg    | Atakan Yüksel (TUR)     | Gevorg Sa'akjan (POL)  | Arťom Surkov (RUS)         | Karen Aslanjan (ARM)    |
| −72 kg    | Abujazid Mancigov (RUS) | Cengiz Arslan (TUR)    | Dominik Etlinger (CRO)     | Ajik Mnacakanjan (BUL)  |
| −77 kg    | Roman Vlasov (RUS)      | Roland Schwarz (GER)   | Arsen Džulfalakjan (ARM)   | Viktor Nemeš (SRB)      |
| −82 kg    | Rajbek Bisultanov (DEN) | Laša Gobadze (GEO)     | Emrah Kuş (TUR)            | Alexandr Komarov (RUS)  |
| −87 kg    | Žan Beleňuk (UKR)       | Islam Abbasov (AZE)    | Denis Kudla (GER)          | Erik Szilvássy (HUN)    |
| −97 kg    | Musa Jovlojev (RUS)     | Kiril Milov (BUL)      | Elias Kuosmanen (FIN)      | Daigoro Timoncini (ITA) |
| −130 kg   | Rıza Kaya'alp (TUR)     | Ijakob Kadžaija (GEO)  | Alin Alexuc-Ciurariu (ROU) | Sergej Semjonov (RUS)   |